# Bombardeo de Barcelona (1842)
El bombardeo de Barcelona del 3 de diciembre de 1842 fue un hecho producido en España durante la regencia de Espartero en el reinado de Isabel II. Fue ordenado por el Gobierno, a propuesta del regente, el general Baldomero Espartero, para acabar con una insurrección que se había iniciado en Barcelona el mes anterior y que había obligado al Ejército a refugiarse en el castillo de Montjuic. El bombardeo artillero e indiscriminado de la ciudad fue hecho desde Montjuïc bajo el mando del capitán general Antonio Van Halen. El balance final arrojó 1014 proyectiles lanzados, 462 edificios destruidos o dañados y entre 20 y 30 muertos.

## La insurrección de Barcelona de noviembre de 1842
El 13 de noviembre de 1842 estalló en Barcelona una insurrección "antiesparterista" a la que se sumó la milicia y en pocas horas la ciudad se llenó de barricadas. El detonante de la misma fue la noticia de que el Gobierno se disponía a firmar un acuerdo comercial  librecambista con Gran Bretaña que rebajaría los aranceles a los productos textiles ingleses lo que supondría la ruina para la naciente industria algodonera catalana. Otro detonante fue la política represiva del capitán general Van Halen desde los sucesos del año anterior a propósito del inicio del derribo por orden de la “Junta de Vigilancia” de la fortaleza de la Ciudadela –en las Cortes el general de origen catalán Juan Prim había denunciado que Van Halen había dado la orden de que los soldados, abandonados y sin recursos, “vivan sobre el país y esto es exasperar al pueblo”-, a lo que se sumó la “brutalidad del general Martín Zurbano, enviado en el verano de 1842 a la provincia de Gerona para perseguir los restos de las partidas carlistas (y de paso a los republicanos)". 
La chispa inicial, sin embargo, fue por un tumulto que se produjo en la Puerta del Ángel en relación con los consumos el 13 de noviembre, un domingo por la tarde. El incidente comenzó cuando un grupo de obreros que regresaban de comer intentó pasar al interior de la ciudad una pequeña cantidad de vino sin pagar los “derechos de puertas”. La respuesta del Gobierno fue ocupar el Ayuntamiento y detener a varios periodistas de El Republicano, presentes en los hechos. Ese periódico, además, acababa de publicar un llamado “Plan de Revolución” firmado por Abdón Terradas que entre otras cosas decía:

Cuando el pueblo quiera conquistar sus derechos, debe empuñar las armas en masa al grito de ¡viva la República!

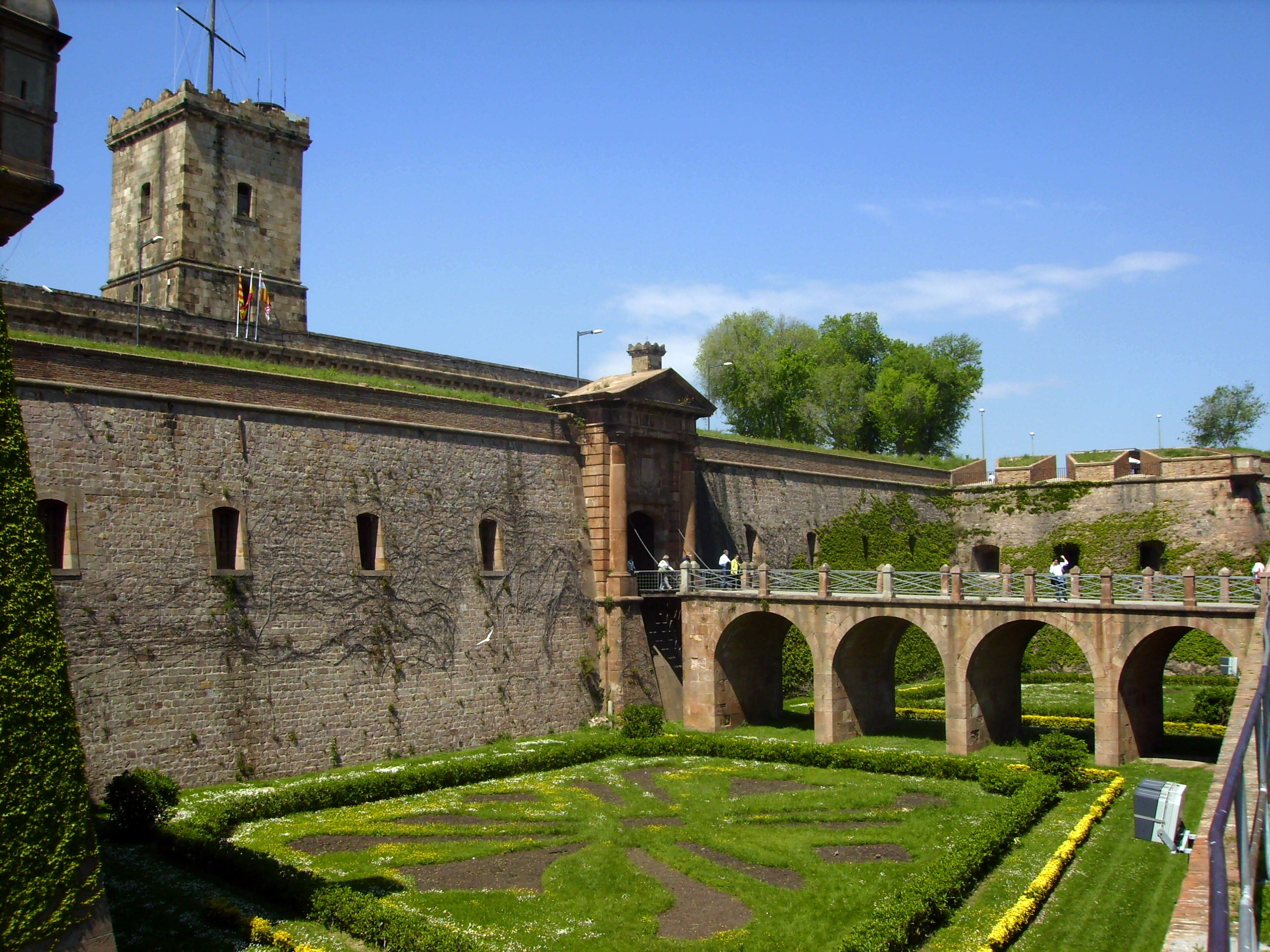
Foso de entrada al castillo de Montjuïc en la actualidad

Al día siguiente una comisión que pedía que se liberase a los detenidos, fue encarcelada a su vez. Según relató el cónsul francés en Barcelona, Ferdinand de Lesseps:

Cuando oyeron decir al general Zurbano en medio de un grupo de generales: «Bien puede existir España sin Cataluña», la exasperación se generalizó. El rumor de que el Ejército quería destruir la ciudad corrió de boca en boca y la población entera se dispuso a tomar parte en el combate

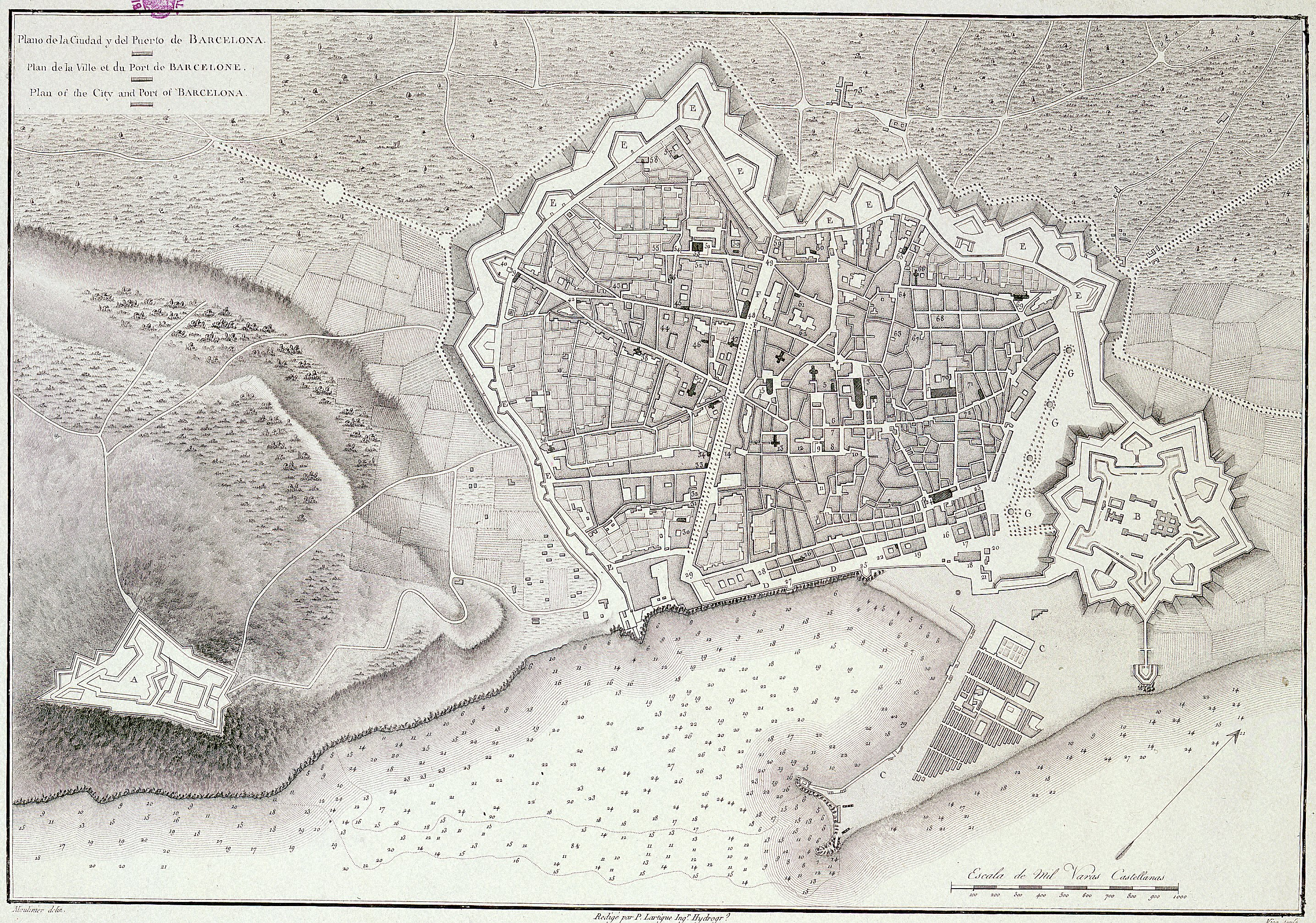
Plano de Barcelona de 1806 con la fortaleza de la Ciudadela, a la derecha, integrada dentro de las murallas, y a la izquierda la montaña de Montjuic.

Comenzó entonces una guerra de barricadas protagonizada por la milicia, apoyada por paisanos armados, contra el Ejército al que acusaban de que los soldados habían saqueado tiendas y robado a los transeúntes. Otros vecinos apoyaban a los milicianos lanzando piedras y muebles desde las ventanas y las azoteas. Como relató un testigo:

Las campanas tocaban a rebato, la gente del campo acudía a la defensa de sus hermanos, se fortalecen las barricadas y se levantan otras nuevas, banderolas negras y rojas en todas las torres y azoteas

Entonces el capitán general, Antonio Van Halen, ordenó a sus hombres que se replegaran hacia el castillo de Montjuic, situado sobre la montaña del mismo nombre desde donde se dominaba la ciudad, y hacia la Ciudadela, al otro extremo de la urbe, aunque esta, desmantelada la cortina principal y teniendo difícil defensa fue abandonada por los militares esa misma noche, concentrándose en Montjuic y los cuarteles de Estudios y las Atarazanas. Cuarenta y dos militares fueron muertos en los disturbios de ese día y 165 resultaron heridos, con otros 17 contusionados. La situación del ejército se hizo más difícil cuando a las pocas horas y con la mediación del cónsul francés, Lesseps, acusado de parcialidad a favor de los amotinados, las tropas de los Estudios y las Atarazanas capitularon, entregando sus armas a la junta central de gobierno formada por la milicia nacional.
Según relató el cónsul francés en Barcelona “durante los quince días que ha durado la insurrección no se ha cometido ni un solo delito contra las personas o contra las propiedades”. En cambio la Diputación de Madrid falseaba deliberadamente los hechos y contaba a los ciudadanos que en Barcelona «han ocurrido lamentables escenas de horror y de sangre» y que entre otras atrocidades los milicianos habían degollado a los presos y a los heridos enemigos en los hospitales.
El repliegue del Gobierno fue considerado un triunfo por los sublevados cuya Junta –presidida por Juan Manuel Carsy y que tenía su origen en la “Junta de Vigilancia”, que se había formado en Barcelona el año anterior, y que estaba integrada por fabricantes y trabajadores, con mayoría de estos últimos- hizo público su programa que pedía:

Unión entre todos los liberales. Abajo Espartero y su gobierno. Cortes constituyentes. En caso de regencia, más de uno; en caso de enlace de la reina Isabel 2ª, con español. Justicia y protección a la industria nacional

En un manifiesto hecho público el 17 de noviembre por la Junta se pedía la «Unión y puro españolismo entre todos los catalanes [...] Independencia de Cataluña, con respecto a la corte, hasta que se restablezca un gobierno justo» y «la protección franca y justa a la industria española».

## El bombardeo

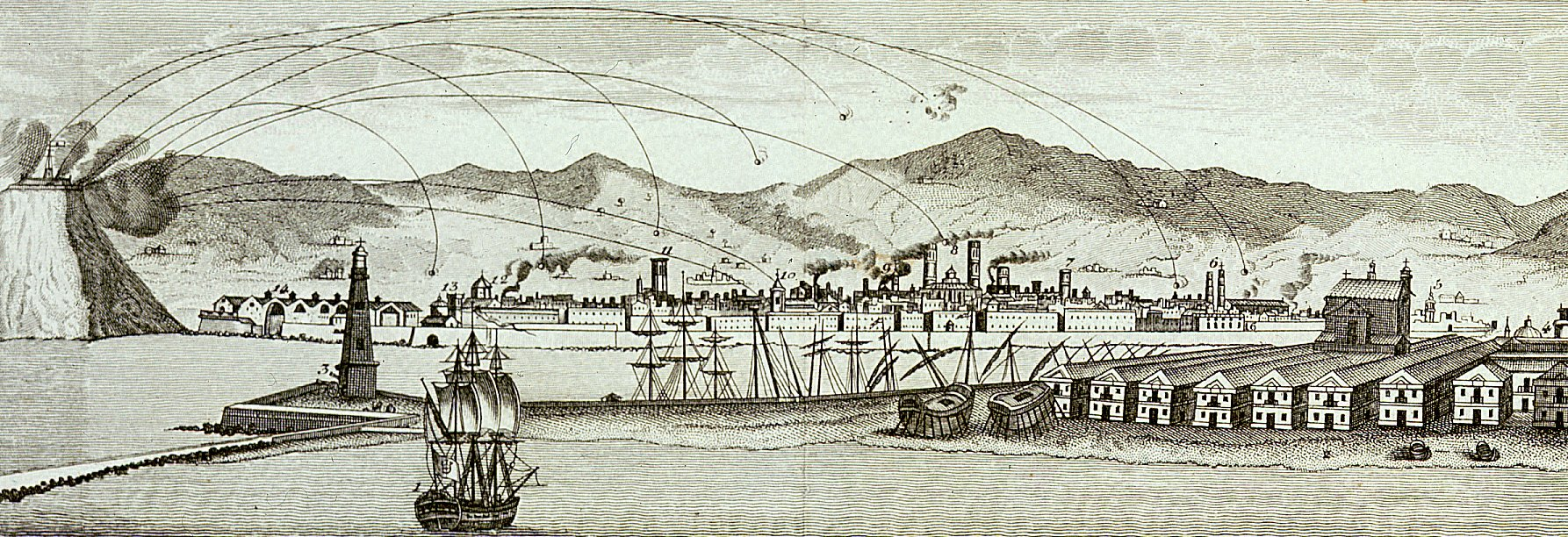
Bombardeo de la ciudad desde el castillo de Montjuic.

El regente Espartero decidió que había que poner fin a la insurrección, reprimiéndola. En consecuencia, el 22 de noviembre llegó a Barcelona, en compañía del presidente del Gobierno, el general José Ramón Rodil y Gayoso, otro ayacucho. Ese mismo día el general Van Halen, por orden del presidente del Gobierno, emitida a propuesta de Espartero, comunicó que Barcelona sería bombardeada desde el castillo de Montjuic si antes de 48 horas no se rendían los insurrectos. Entonces cundió el desconcierto en la ciudad y la Junta fue sustituida por otra más moderada dispuesta a negociar con el Gobierno. El Gobierno, a petición de Espartero, se negó a recibirles, a pesar de que en ella participaba el propio obispo –«Espartero no quería una rendición pactada sino un castigo», afirma Josep Fontana-, y se formó una tercera junta, esta vez dominada por los republicanos y dispuesta a resistir.
Finalmente el 3 de diciembre de 1842 comenzó el bombardeo y al día siguiente la ciudad se rendía y entraba de nuevo el ejército. Se dispararon 1.014 proyectiles desde los cañones de Montjuïc que dañaron 462 casas, además del hospital donde cayeron cinco bombas y el Salón de Ciento de ayuntamiento que quedó casi completamente destruido. Hubo veinte víctimas mortales entre los habitantes de la ciudad. Fue un «método castrense en la resolución de los conflictos que acabó con el prestigio personal de Espartero».

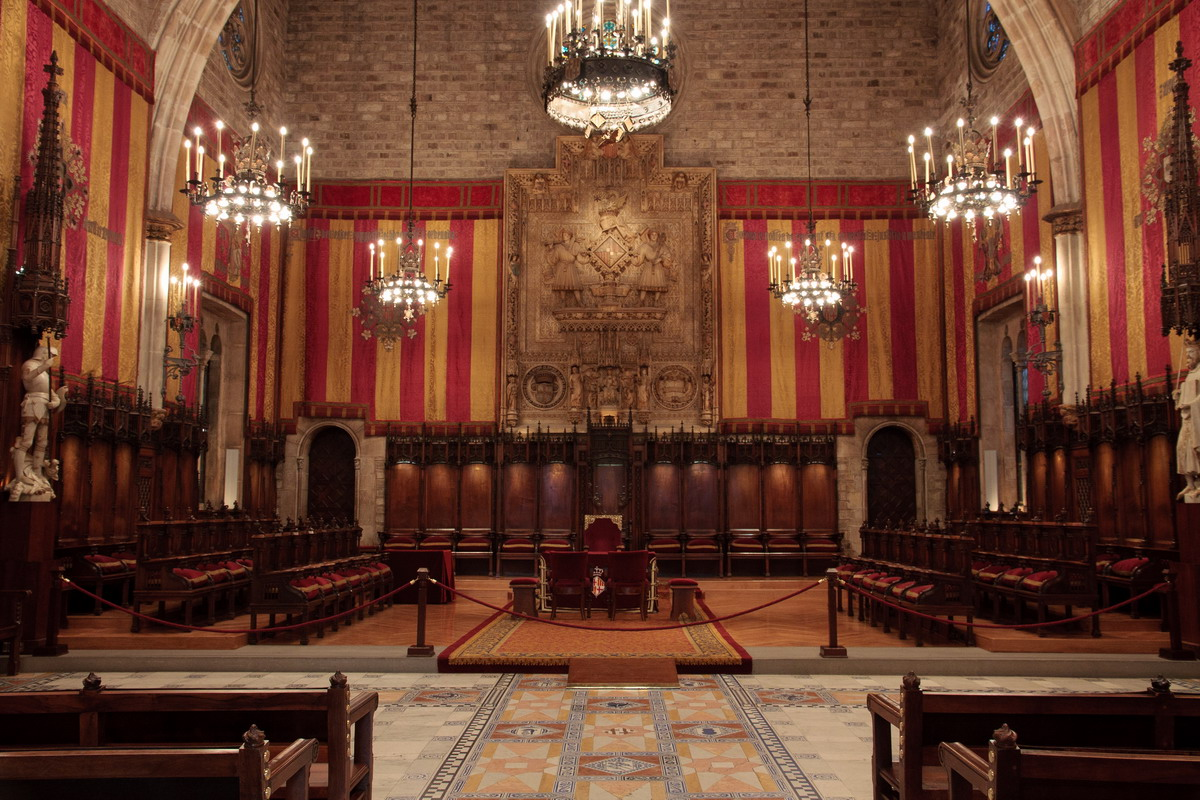
Salón de Ciento del Ayuntamiento de Barcelona, que resultó dañado durante el bombardeo

El bombardeo provocó incendios por toda la ciudad. La operación se inició antes del mediodía y concluyó en su primera etapa cerca de las dos de la tarde. Se reanudó dos horas después cuando varios edificios públicos y privados ardían o habían sido derribados y se recogía por la población a los heridos.
A las 6 de la tarde salieron dos comisiones de ciudadanos, una de la ciudad y otra de La Barceloneta, se dirigieron al cuartel general para pedir que se suspendiesen las hostilidades y ofreciendo la sumisión de la ciudad. La junta revolucionaria pedía el cese del ataque para ceder la plaza y el Ejército exigió la previa rendición y entrega de los responsables de la sublevación. A la media noche, los negociadores habían alcanzado un acuerdo con Van Halen y se dio por concluido el bombardeo.

## Consecuencias
La represión ordenada por el Gobierno fue muy dura. Se desarmó a la milicia y varios centenares de personas fueron detenidas. Entre diecisiete y dieciocho individuos de las patuleyas y uno de sus comandantes fueron fusilados. Además se castigó colectivamente a la ciudad con el pago de una contribución extraordinaria de 12 millones de reales para el pago de indemnizaciones a los militares muertos o heridos y el ayuntamiento debía sufragar la reconstrucción de la Ciudadela. El Gobierno, a propuesta de Espartero, asimismo disolvió la Asociación de Tejedores de Barcelona y cerró todos los periódicos salvo el conservador Diario de Barcelona. Antes de volver a Madrid el 22 de diciembre, desde su residencia en Sarriá sin haber pisado Barcelona, el regente sustituyó a Van Halen al frente de la Capitanía General de Cataluña por el general, también ayacucho, Antonio Seoane, quien según manifestó se proponía gobernar Cataluña «fusilando y tirando metralla».
Espartero había conseguido acabar con la revuelta pero con el bombardeo y la dura represión posterior perdió el «inmenso apoyo social y político que había tenido tradicionalmente en Barcelona. No es de extrañar la unanimidad que tendrá en Cataluña el levantamiento general contra Espartero en 1843». Además «el símbolo de Barcelona también actuó sobre Madrid. La vuelta de Espartero fue acogida con una frialdad que contrastaba con el alborozo y pomposidad de 1840».